# 立ち高跳び
立ち高跳び（たちたかとび、英: Standing high jump）は跳躍競技に属する陸上競技の種目。

## 概要
直立姿勢から助走をせずに、身体の屈伸運動のみで反動をつけて跳びあがり、跳び越えたバーの高さを競う種目である。
立ち高跳びは1900年のパリオリンピックから1912年のストックホルムオリンピックまでの4大会ではオリンピックの正式種目であった他、1922年と1926年の国際女子競技大会でも採用された。
アメリカでは、20世紀初頭にアマチュア運動連合主催の大会において屋内競技として採用されるも、同世紀中には廃れた。この大会では長きにわたりスカンディナビア諸国が優勝していた。

## 世界記録
公式世界記録は、レイ・ユーリーが1900年のパリオリンピックで記録した1m65cm。ユーリーは1900年のパリオリンピックから1908年のロンドンオリンピックまで3連覇（1906年のアテネ中間大会も含めると4連覇）という記録も残している。
1980年5月3日には、スウェーデンのルーン・アルメンが1m90cmの非公式世界記録を残している。